# Zapotečki jezici (vlastiti)
Zapotečki jezici (vlastiti), podskupina od (57) indijanskih jezika iz meksičke države Oaxaca. Ovi jezici čiji je glavni naziv zapotec, imenovani su prema lokalitetima gdje se govore. Predstavnici su:
1. Aloápam ili Zapoteco de Aloápam [zaq], 3.400 (2000).
2. Amatlán ili dizhze, zapoteco de san cristóbal amatlán, zapoteco del noreste de miahuatlán [zpo], 10.000 (2000 SIL).
3. Asunción Mixtepec ili north central zimatlan zapotec, zapoteco de asunción mixtepec [zoo], 100 (1990 popis).
4. Ayoquesco ili western ejutla zapotec, zapoteco de santa maría ayoquesco [zaf], 880 (1990 popis).
5. Cajonos ili southern villa alta zapotec, zapoteco de san pedro cajonos [zad], 5.000 in Mexico (1993 SIL).
6. Chichicapan ili eastern ocotlán zapotec, zapoteco de san baltazar chichicapan [zpv], 2.720 (2005 popis).
7. Choapan ili zapoteco de choapan, zapoteco de san juan comaltepec [zpc], 12.000 (2007 SIL).
8. Coatecas Altas ili zapoteco de san juan coatecas altas [zca], 4.880 (2005 popis).
9. Coatlán ili san miguel zapotec, western miahuatlán zapotec, zapoteco de santa maría coatlán [zps], 500 (1992 SIL).
10. El Alto ili south central zimatlan zapotec, zapoteco de san pedro el alto [zpp], 900 (1990 popis).
11. Elotepec ili papabuco, zapoteco de san juan elotepec [zte], 200 (1990 popis).
12. Guevea de Humboldt ili northern isthmus zapotec, zapoteco de guevea de humboldt [zpg], 4.720 (2000 popis).
13. Güilá ili zapoteco de san dionisio ocotepec, zapoteco de san pablo güilá [ztu], 9.500 (1990 popis).
14. Zapotec Isthmus ili zapoteco del istmo [zai], 85.000 (1990 popis).
15. Lachiguiri ili northwestern tehuantepec zapotec, zapoteco de santiago lachiguiri [zpa], 5.000 (1977 SIL).
16. Lachixío ili dialu, eastern sola de vega zapotec, zapoteco de lachixío [zpl], 6.500 (1990 popis).
17. Lapaguía-Guivini ili santiago lapaguia zapotec, zapoteco de lapaguía-guivini, zapoteco de santiago lapaguía [ztl], 4.200 (1983 SIL).
18. Loxicha ili diste, western pochutla zapotec, zapoteco de loxicha [ztp], 75.000 (2000 popis).
19. Mazaltepec ili etla zapotec, zapoteco de santo tomás mazaltepec [zpy], 2.200 (1990 popis).
20. Miahuatlán ili zapoteco de miahuatlán [zam], 1.000 (2007 SIL).
21. Mitla ili didxsaj, east central tlacolula zapotec, east valley zapotec [zaw], 19.500 (1983 SIL).
22. Mixtepec ili eastern miahuatlán zapotec, zapoteco de san juan mixtepec [zpm], 7.000 (1991 SIL).
23. Ocotlán ili ocotlán oeste zapotec, zapoteco del poniente de ocotlán [zac], 15.000 (1993 SIL).
24. Ozolotepec ili zapoteco de ozolotepec [zao], 6.500 (1990 popis).
25. Petapa ili zapoteco de santa maría petapa [zpe], 8.000 (1990 popis).
26. Quiavicuzas ili northeastern yautepec zapotec, zapoteco de quiavicuzas, zapoteco de san juan lachixila o [zpj], 4.000 (1990 popis).
27. Quioquitani-Quierí ili zapoteco de quioquitani y quierí [ztq], 4.000 (1991 SIL).
28. Rincón ili northern villa alta zapotec, zapoteco de yagallo, zapoteco del rincón [zar], 29.200 (2000).
29. San Agustín Mixtepec [ztm], 59 (1994 SIL).
30. San Baltazar Loxicha ili northwestern pochutla zapotec, san baltázar loxicha zapotec, zapoteco de san baltázar loxicha [zpx], 1.500 (1990 popis).
31. San Juan Guelavía ili guelavía, western tlacolula zapotec, zapoteco de san juan [zab], 28.000 (1990 popis).
32. San Pedro Quiatoni ili eastern tlacolula zapotec, quiatoni zapotec, zapoteco de san pedro quiatoni [zpf], 14.800 (2000).
33. San Vicente Coatlán ili coatlán zapotec, southern ejutla zapotec, zapoteco de san vicente coatlán [zpt], 3.380 (2005 popis).
34. Santa Catarina Albarradas ili zapoteco de santa catarina albarradas [ztn], 1.000 (1990 popis).
35. Santa Inés Yatzechi ili southeastern zimatlán zapotec, zapoteco de santa inés yatzechi, zapoteco de zegache [zpn], 2.240 (1990 popis).
36. Santa María Quiegolani ili quiegolani zapotec, western yautepec zapotec, zapoteco de santa maría quiegolani [zpi], 3.000 (1990 popis).
37. Santiago Xanica ili xanica zapotec [zpr], 2.500 (1990 popis).
38. Santo Domingo Albarradas ili albarradas zapotec, zapoteco de santo domingo albarradas [zas], 5.500 (1980 popis).
39. Sierra de Juárez ili ixtlán zapoteco, zapoteco de atepec [zaa], 4.000 (1990 popis).
40. Zapotec, Southeastern Ixtlán ili latuvi zapotec, yavesía zapotec, zapoteco del sureste de ixtlán [zpd], 6.000 (1992 SIL).
41. Zapotec, Southern Rincon ili zapoteco de rincón sur [zsr], 12.000 (1990 popis).
42. Tabaa ili central villa alta zapotec, zapoteco de tabaa [zat], 2.000 (1992 SIL).
43. Tejalapan ili zapoteco de san felipe tejalapan, zapoteco de tejalápam [ztt], 120 (1990 popis)
44. Texmelucan ili central sola de vega zapotec, papabuco, zapoteco de san lorenzo texmelucan [zpz], 4.100 (1992 SIL).
45. Tilquiapan ili zapoteco de san miguel tilquiapan [zts], 7.000 (2007 SIL).
46. Tlacolulita ili southeastern yautepec zapotec, zapoteco de asunción tlacolulita [zpk], 140 (1990 popis).
47. Totomachapan ili western zimatlán zapotec, zapoteco de san pedro totomachapan [zph], 260 (1990 popis)
48. Xadani ili eastern pochutla zapotec, zapoteco de santa maría xadani [zax], 340 (1990 popis).
49. Xanaguía ili diidz zë, zapoteco de santa catarina xanaguía [ztg], 2.500 (1990 popis).
50. Yalálag li zapoteco de yalálag [zpu], 3.500 in Mexico (2005).
51. Yareni ili etla zapotec, western ixtlán zapotec, zapoteco de santa ana yareni, zapoteco de teococuilco de marcos pérez [zae], 2.900 (2000 popis).
52. Yatee ili zapoteco de yatee [zty], 5.000 (2004 SIL). 3.000 za Yatee and 2.000 za Lachirioag.
53. Yatzachi ili villa alta zapotec, zapoteco de yatzachi [zav], 2.500 (1990 popis).
54. Yautepec ili northwestern yautepec zapotec, zapoteco de san bartolo yautepec [zpb], 310 (1990 popis).
55. Zaachila ili san raymundo jalpan zapotec [ztx], 550 (1990 popis).
56. Zaniza ili papabuco, western sola de vega zapotec, zapoteco de santa maría zaniza [zpw], 770 (1990 popis).
57. Zoogocho ili zapoteco de san bartolomé zoogocho [zpq], 1.000 (1991 SIL).

## Vanjske poveznice
- Ethnologue (14th)
- Ethnologue (15th)